# FC Midtjylland
FC Midtjylland is een Deense omnisportvereniging uit Herning waarvan de voetbalafdeling het bekendst is. De club kwam in 1999 tot stand na een fusie tussen Ikast FS en Herning Fremad. In 2008 kwam de handbalclub Ikast-Brande Elite Håndbold onder de vlag van Midtjylland en ging spelen als FC Midtjylland Håndbold. De club had ook een team in de Superleague Formula.

## Geschiedenis

### Herning Fremad
Herning Fremad werd in 1918 opgericht maar was geen hoogvlieger in de Deense voetbalgeschiedenis. In 1983 speelde de club voor het eerst in de hoogste klasse en werd dertiende van zestien deelnemende clubs, het volgende seizoen werd Herning veertiende en degradeerde, daarna kon de club niet terugkeren. In 1999 werd de club vierde in de 1. division. De club fuseerde met Ikast FS dat dat jaar als derde in dezelfde divisie geëindigd was. De fusieclub werd FC Midtjylland genoemd. Slechts de eerste teams fuseerden, de andere afdelingen bleven afzonderlijk bestaan.

### FC Midtjylland
In het eerste seizoen (1999/00) werd meteen de titel behaald met het hoogste puntenaantal ooit en aldus promoveerde Midtjylland naar de hoogste klasse. In 2001 werd de vierde plaats behaald. Sindsdien speelt de club onafgebroken in de SAS Ligaen, uitschieters waren de derde plaatsen in 2002 en 2005 en de bekerfinales in 2003 en 2005. FC Midtjylland werd in het seizoen 2014/15 voor het eerst in de clubhistorie Deens landskampioen. De club onder leiding van hoofdtrainer Glen Riddersholm speelde op 22 mei 2015 met 0-0 gelijk uit bij FC Vestsjaelland en was daardoor drie speelronden voor het einde van de competitie niet meer te achterhalen door eerste achtervolger FC Kopenhagen. In 2017/18 en 2019/20 werd opnieuw de landstitel behaald en kwalificeerde de club zich voor het eerst in de clubhistorie voor de UEFA Champions League. De club kwam terecht in groep D met tegenstanders Ajax, Atalanta Bergamo en Liverpool FC. Met twee punten eindigde de club op de laatste plek. In dat seizoen eindigde Midtjylland als tweede in de competitie met één punt achter Brøndby IF. In het daaropvolgende seizoen werd Midtjylland in de derde kwalificatieronde van de Champions League uitgeschakeld door PSV. Na een derde plek in de groepsfase van de Europa League werd Midtjylland in de tussenronde van de Conference League op een strafschoppenserie uitgeschakeld door PAOK. In de Deense competitie eindigde Midtjylland opnieuw op de tweede plaats. In het seizoen 2022/23 werd Midtjylland opnieuw uitgeschakeld in de derde kwalificatieronde van de Champions League, door SL Benfica. In de Europa League neemt Midtjylland het in de groepsfase op tegen SS Lazio, Feyenoord en Sturm Graz.

## Erelijst
- Superligaen: 2015, 2018, 2020, 2024
- Landspokalturnering: 2019, 2022
- 1. division: 2000

## Eindklasseringen
| 1 |

| 4 |

| 3 |

| 7 |

| 6 |

| 3 |

| 7 |

| 2 |

| 2 |

| 4 |

| 6 |

| 4 |

| 3 |

| 6 |

| 3 |

| 1 |

| 3 |

| 4 |

| 1 |

| 2 |

| 1 |

| 2 |

| 2 |

| 7 |

| 1 |

| 2 |

| Superligaen (Niv. 1) | 1. division (Niv. 2) |

## In Europa
FC Midtjylland speelt sinds 2001 in diverse Europese competities. Hieronder staan de competities en in welke seizoenen de club deelnam:
- Champions League (6x)

2015/16, 2018/19, 2020/21, 2021/22, 2022/23, 2024/25
- Europa League (12x)

2011/12, 2012/13, 2014/15, 2015/16, 2016/17, 2017/18, 2018/19, 2019/20, 2021/22, 2022/23, 2024/25, 2025/26
- Conference League (3x)

2021/22, 2022/23, 2023/24
- UEFA Cup (5x)

2001/02, 2002/03, 2005/06, 2007/08, 2008/09

## Bekende (oud-)spelers
- Petter Andersson
- Oluwafemi Ajilore
- Dion Cools
- Viktor Fischer
- Jim Larsen
- Kristian Bak Nielsen
- Morten Rasmussen
- Pione Sisto
- Tim Sparv
- Mohamed Zidan
- Simon Poulsen
- Rafael van der Vaart[1]